# Thrasorinae
Thrasorinae – podrodzina błonkówek z nadrodziny galasówek i rodziny Figitidae.
Przedstawiciele podrodziny odznaczają obecnością wgłębienia dookoła torulusa. Przednie skrzydła mają zaokrąglone na wierzchołkach i pozbawione areoli. Nie mają bocznych żeberek na przedpleczu. Komórka radialna skrzydeł jest niezesklerotyzowana, nie tworzy pterostigmy. Notauli są co najmniej częściowo scalone. Na mesoscutum zwykle obecne poprzeczne żeberka. Odwłok ma zaokrąglony trzeci tergit. 
Thrasorinae są parazytoidami żerujących w galasach bleskotek i galasówek. Taki dobór ofiar jest pierwotnym w obrębie Figitidae i współcześnie rzadkim w tej rodzinie.
Podrodzina ta stanowi prawdopodobnie grupę bazalną dla wszystkich pozostały Figitidae, z wyjątkiem Parnipinae. Zalicza się do niej 5 rodzajów:
- Cicatrix Paretas-Martínez et al., 2011
- Myrtopsen Rübsaamen, 1908
- Palmiriella Paretas-Martínez et al., 2011
- Scutimica Ros-Farré, 2007
- Thrasorus Weld, 1944

Galasówki te zasiedlają obie Ameryki i Australię.